# أوليفييه ثوميرت
أوليفييه ثوميرت (بالفرنسية: Olivier Thomert)‏ (مواليد 28 مارس 1980 في فرساي - فرنسا) لاعب كرة قدم فرنسي يلعب حاليا لصالح نادي الدرجة الأولى لومان الفرنسي منذ 2010 في مركز المهاجم .

## روابط خارجية
- أوليفييه ثوميرت على موقع رابطة كرة القدم الفرنسية للمحترفين (الإنجليزية)
- أوليفييه ثوميرت على موقع قاعدة بيانات كرة القدم.إي يو (الإنجليزية)
- أوليفييه ثوميرت على موقع ليكيب (الفرنسية)
- أوليفييه ثوميرت على موقع ناشيونال فوتبول تيمز (الإنجليزية)
- أوليفييه ثوميرت على موقع Soccerway.com (الإنجليزية)
- أوليفييه ثوميرت على موقع عالم كرة القدم.نت (الإنجليزية)
- أوليفييه ثوميرت على موقع كووورة